# Chiesa dei Santi Ilario e Taziano (Enemonzo)
La pieve dei Santi Ilario e Taziano è la parrocchiale di Enemonzo, in provincia e arcidiocesi di Udine; fa parte della forania della Montagna.

## Storia
Già dal XII secolo è documentata una chiesa ad Enemonzo. Questo edificio viene abbattuto nel 1700 a causa della sua instabilità dovuta alle scosse del terremoto del 28 luglio 1700. Si inizia allora a costruire la nuova pieve, completata nel 1733. 
La pieve fu restaurata nel 1981 in seguito al terremoto del Friuli del 1976.